# Olé (Adelén)
Olé è un singolo della cantante norvegese Adelén, pubblicato il 12 2014.

## Descrizione
Olé è stato incluso anche in One Love, One Rhythm - The 2014 FIFA World Cup Official Album, compilation ufficiale del campionato mondiale di calcio 2014.
La canzone è stata scritta da Ina Wroldsen, Andreas Romdhane e Josef Larossi.

## Tracce
1. Olé – 3:19